# Cribrobigenerina
Cribrobigenerina es un género de foraminífero bentónico de la subfamilia Planctostomatinae, de la familia Textulariidae, de la superfamilia Textularioidea, del suborden Textulariina y del orden Textulariida. Su especie tipo es Cribrobigenerina parkerae. Su rango cronoestratigráfico abarca el Holoceno.

## Clasificación
Cribrobigenerina incluye a las siguientes especies:
- Cribrobigenerina parkerae
- Cribrobigenerina robustiformis